# Non ma fille, tu n'iras pas danser
Pour plus de détails, voir Fiche technique et Distribution.
Non ma fille, tu n'iras pas danser est un film français réalisé par Christophe Honoré en 2009 et qui est sorti sur les écrans le 2 septembre 2009. Ce film est inspiré du roman Week-end de chasse à la mère de Geneviève Brisac qui en est également la coscénariste.

## Synopsis
Léna vient de se séparer de son mari Nigel et obtient la garde de ses deux enfants. Elle est cependant dans une période de grande confusion personnelle et sentimentale amplifiée par l'abandon de son travail d'anesthésiste à l'hôpital. Elle part passer quelques jours de vacances dans la maison familiale de Bretagne en compagnie de ses enfants, de ses parents  ainsi que de sa sœur et son frère. Cependant sa mère Annie, avec l'accord de l'ensemble de la famille présente, décide d'inviter Nigel quelques jours pour lui permettre de voir ses enfants, tout en espérant secrètement un rabibochage du couple. Face au fait accompli, Léna s'irrite et dans un premier temps décide de partir immédiatement avant de se raviser. Les tensions entre les différents binômes composant la famille sont importantes avec cependant pour source commune la recherche difficile du bonheur individuel au sein du fragile équilibre des couples. Léna, étouffée par sa famille et son absence de repères dans sa vie, s'enfonce dans une période faite d'incertitudes et de décisions contradictoires.

## Fiche technique
- Titre : Non ma fille, tu n'iras pas danser
- Titre international : Making Plans for Lena
- Réalisation : Christophe Honoré
- Scénario : Christophe Honoré, Geneviève Brisac d'après son roman Week-end de chasse à la mère
- Directeur de la photographie : Laurent Brunet
- Montage : Chantal Hymans
- Son : Guillaume Le Braz
- Costumes : Pierre Canitrot
- Décors : Samuel Dehors
- Musique : Alex Beaupain
- Producteur : Pascal Caucheteux
- Production : Why Not Productions
- Distribution : Le Pacte
- Pays de production :  France
- Langue : français
- Format : 1.85:1 – couleur
- Date de sortie : France : 2 septembre 2009

## Distribution

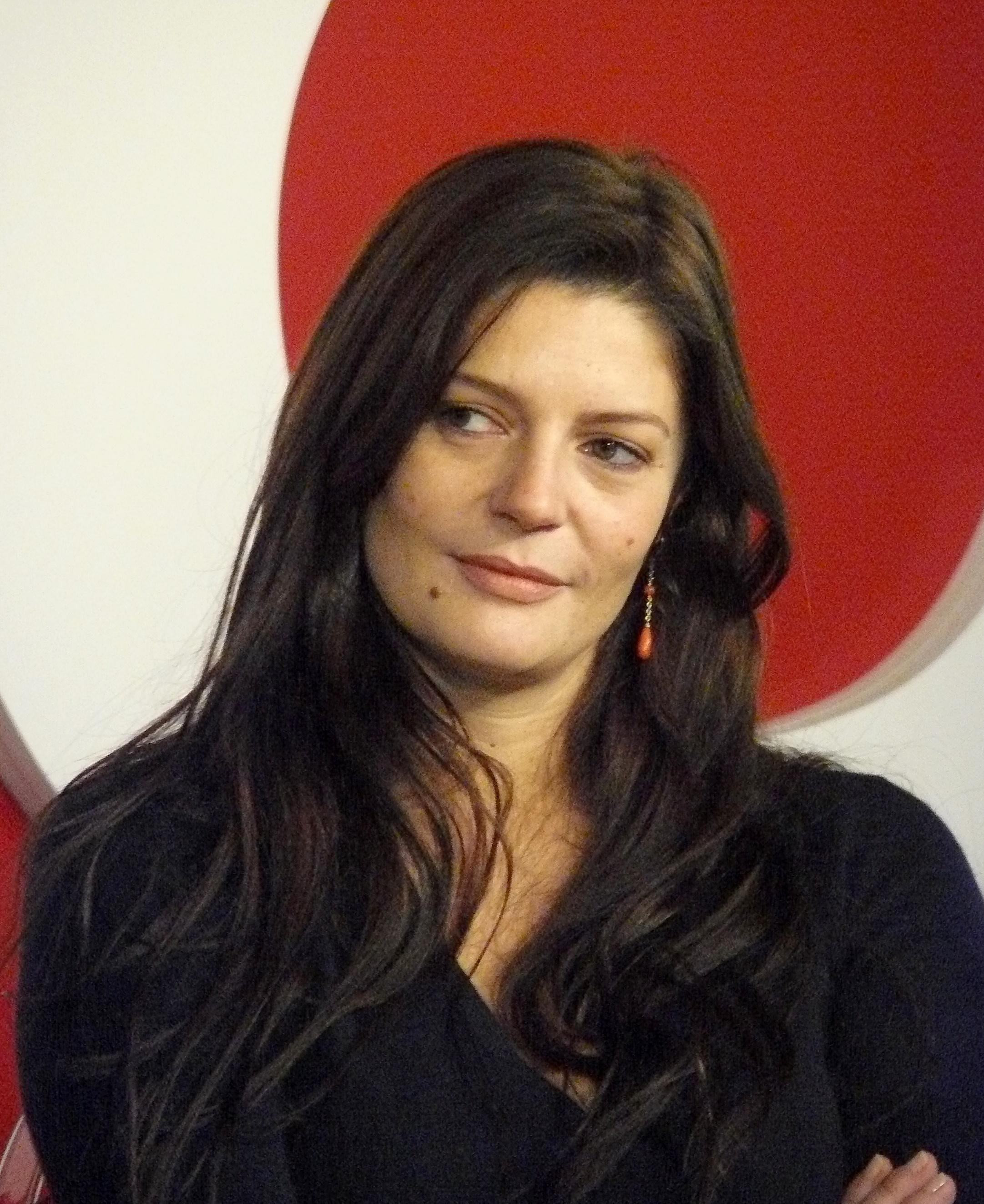
Chiara Mastroianni lors de la présentation du DVD de Non ma fille, tu n'iras pas danser.

- Chiara Mastroianni : Léna
- Marina Foïs : Frédérique
- Marie-Christine Barrault : Annie
- Jean-Marc Barr : Nigel
- Fred Ulysse : Michel
- Louis Garrel : Simon
- Marcial Di Fonzo Bo : Thibault
- Alice Butaud : Elise
- Julien Honoré : Gulven
- Caroline Silhol : La fleuriste
- Donatien Suner : Anton
- Lou Pasquerault : Augustine
- Jean-Baptiste Fonck : José

## Autour du film
- La chanson de pré-générique est Another World du groupe Anthony and the Johnsons, qui figure sur leur album homonyme (en).
- Le titre du film a été choisi d'après la comptine Sur le pont du Nord[2].
- Il existe deux versions de l'affiche de ce film sans ou avec le slogan Vivez libre qui fut trouvé par le distributeur Jean Labadie quinze jours avant la sortie du film à des fins marketing[3] en raison du handicap supposé d'un film au titre long auprès du public.
- Des membres de cercles celtiques de toute la Bretagne ont été engagés pour porter le costume breton et assurer les danses en tant que figurants lors de la scène centrale du film de la légende de Katell qui donne son titre à l'œuvre.
- Une partie du film a été tournée dans les Monts d'Arrée, mais le tournage a également pris place, durant près de 20 jours en centre Bretagne dans les villes de Saint-Brieuc, Neulliac et Saint-Gilles-Vieux-Marché.